# Кокманка
Ко́кманка — река в России, протекает в Красногорском районе Удмуртии. Устье реки находится в 17 км по левому берегу реки Пестерь. Длина реки составляет 12 км, площадь водосборного бассейна 48,9 км².
На речке, поблизости от её устья, находится село Кокман.

## Данные водного реестра
По данным государственного водного реестра России относится к Камскому бассейновому округу, водохозяйственный участок реки — Вятка от водомерного поста посёлка городского типа Аркуль до города Вятские Поляны, речной подбассейн реки — Вятка. Речной бассейн реки — Кама.
Код объекта в государственном водном реестре — 10010300512111100038613.